# Cosmic Slop
 (décembre 2024).
Si vous disposez d'ouvrages ou d'articles de référence ou si vous connaissez des sites web de qualité traitant du thème abordé ici, merci de compléter l'article en donnant les références utiles à sa vérifiabilité et en les liant à la section « Notes et références ».
Albums de Funkadelic
America Eats Its Young
(1972) Standing on the Verge of Getting It On
(1974)
Cosmic Slop est le cinquième album de Funkadelic, sorti chez Westbound Records en 1973.

## Liste des morceaux
1. Nappy Dugout (George Clinton, Cordell Mosson, Garry Shider) – 4:33
2. You Can't Miss What You Can't Measure (Clinton, Sidney Barnes) – 3:03
3. March to the Witch's Castle (Clinton) – 5:59
4. Let's Make It Last (Clinton, Eddie Hazel) – 4:08
5. Cosmic Slop (Clinton, Bernie Worrell) – 5:17
6. No Compute (Clinton, Shider) – 3:03
7. This Broken Heart (W. Franklin) – 3:37
8. Trash A-Go-Go (Clinton) – 2:25
9. Can't Stand the Strain (Clinton, Hazel) – 3:27